# Амурский (Челябинская область)
Аму́рский — посёлок в Брединском районе Челябинской области России. Входит в Калининское сельское поселение. Ранее был административным центром упразднённого Амурского сельского поселения. Поселок основан казаками в 1857 г., в период активного освоения Забайкалья, отсюда название.

## География
Через посёлок протекает река Утяганка. Расстояние до районного центра посёлка Бреды 60 км.

## Население
| 2002 | 2010 |
| ---- | ---- |
| 660  | ↘558 |

По данным Всероссийской переписи, в 2010 году численность населения посёлка составляла 558 человек (272 мужчины и 286 женщин).

## Улицы
Уличная сеть посёлка состоит из 6 улиц и 2 переулков.